# Bindsla
Bindsla (Lactuca sativa var. longifolia, synoniem: Lactuca sativa var. romana), ook bekend als Romeinse sla, Romaanse sla en romaine, is een bladgroente die vooral in volkstuinen wordt geteeld. Bindsla vormt tot 40 cm lange, langwerpige kroppen. Deze slasoort was 4000 jaar geleden al bij de Egyptenaren bekend. Ze werd lang voornamelijk in het Middellandse Zeegebied geteeld, maar later in heel Europa en Noord-Amerika bekend.
Bij de traditionele teelt werden de kroppen ongeveer tien dagen voor de oogst dichtgebonden ter verkrijging van geler gekleurde bladeren, vandaar de naam bindsla. Caesarsalade is een  populaire bereiding in de VS die hoofdzakelijk uit bindsla bestaat. Bindsla wordt zowel rauw als gekookt gegeten.

## Teeltwijzen
De volgende teeltwijzen worden onderscheiden:
- Vroege teelt met oogst van eind mei tot begin juli. Bij deze teelt wordt er van februari tot eind maart onder glas gezaaid en buiten uitgeplant van half maart tot eind april.
- Zomerteelt met oogst van half juli tot eind september. Bij deze teelt wordt begin april tot eind juli gezaaid en uitgeplant van begin mei tot half augustus.

De plantafstand is 30 × 30 cm.

## Rassen
Er is een groen en een blank type:
- Groene bindsla heeft langwerpige kroppen, die vast en goed gesloten zijn en een vrij kleine pit (stengel) hebben. Het blad heeft een vrij fijne structuur. Het buitenblad is donkergroen, maar de binnenkrop is geel. De rassen Bacio, Remus, Terlana en Valmaine behoren tot dit type.
- Blanke zelfsluitende bindsla heeft forse, losse kroppen en een iets langere pit dan het groene type. De buitenste bladeren zijn groen en het binnenste blad is geel. Het ras Pinokkio behoort tot dit type.

## Inhoudsstoffen
100 gram verse bindsla bevat:
| Energetische waarde | 79 kJ (19 kcal) |
| Koolhydraten        | 3 gram          |
| Eiwit               | 1,4 gram        |
| Vet                 | ... gram        |
| Vitamine C          | 15 mg           |
| Vitamine B1         | 0,1 mg          |
| Vitamine B2         | 0,1 mg          |
| Caroteen            | 1,45 mg         |
| Calcium             | 35 mg           |
| IJzer               | 1 mg            |

## Ziekten en beschadigingen
Bindsla is vatbaar voor valse meeldauw. De plant is gevoelig voor rand, vooral in de latere teelten.